# Chott Mariem
Chott Meriem is een gemeente in Tunesië, gelegen aan de Middellandse Zee, ten noorden van Sousse.
De in 2016 opgerichte gemeente, verbonden aan het gouvernement Sousse, is verdeeld in twee districten. In 2014 telde het 7294 inwoners, verdeeld over een oppervlakte van 2160 hectare.
Het dorp is vooral bekend wegens zijn strand, en ligt ten noorden van de stad Sousse en ten zuiden van Hergla. De badplaats Port El Kantaoui ligt vlakbij. Het is een populaire bestemming tijdens de zomer, veel gezinnen huren huizen langs het strand. Vanwege de klimatologische omstandigheden (aangezien het gelegen is aan de kust) staat Chott Meriem ook bekend als een landbouwcentrum. Het bevat ook het hogere landbouwinstituut van Chott Meriem.